# Jutta Müller
Jutta Müller (nombre de nacimiento Jutta Lotzsch, nacida en Chemnitz, 13 de diciembre de 1928- Bernau bei Berlin, 2 de noviembre de 2023) fue una patinadora artística y entrenadora alemana.

## Biografía
Hija de Marie  Prusky y Emil Lötzsch. Contrajo matrimonio con Wolfgang Seyfert y luego con Müller hasta 2023, fue madre de Gabriele Seyfert. 
Müller fue una prestigiosas entrenadoras de patinaje artístico sobre hielo, ganadora de 60 medallas en competiciones internacionales, como el oro olímpicos de Anett Pötzsch en 1980 y Katarina Witt en 1984 y 1988. Con su hija Bringfried, ganó la plata olímpica en 1968 y dos títulos de campeona del mundo en 1969 y 1970.

## Filmografía
- 1962, En el lado soleado
- 2013, El Diplomático
- 1990, Línea a las diez